# Австрія на зимових Олімпійських іграх 1998
Австрія на зимових Олімпійських іграх 1996 була представлена 96  спортсменами в 12 видах спорту.

## Медалісти
| Медаль | Спортсмен                                                                   | Вид                 | Дисципліна           |
| ------ | --------------------------------------------------------------------------- | ------------------- | -------------------- |
| Золото | Маріо Райтер                                                                | гірськолижний спорт | комбінація           |
| Золото | Германн Маєр                                                                | гірськолижний спорт | гігантський слалом   |
| Золото | Германн Маєр                                                                | гірськолижний спорт | супергігант          |
| Срібло | Стефан Ебергартер                                                           | гірськолижний спорт | гігантський слалом   |
| Срібло | Ганс Кнаус                                                                  | гірськолижний спорт | супергігант          |
| Срібло | Александра Майсснітцер                                                      | гірськолижний спорт | гігантський слалом   |
| Срібло | Міхаела Дорфмайстер                                                         | гірськолижний спорт | супергігант          |
| Срібло | Маркус Гандлер                                                              | лижні перегони      | переслідування 10 км |
| Бронза | Крістіан Маєр                                                               | гірськолижний спорт | комбінація           |
| Бронза | Ганнес Трінкль                                                              | гірськолижний спорт | швидкісний спуск     |
| Бронза | Томас Сікора                                                                | гірськолижний спорт | слалом               |
| Бронза | Александра Майсснітцер                                                      | гірськолижний спорт | супергігант          |
| Бронза | Крістіан Гоффманн                                                           | лижні перегони      | 50 км вільним стилем |
| Бронза | Ангеліка Нойнер                                                             | саночний спорт      | одиночка             |
| Бронза | Андреас Відгельцль                                                          | стрибки з трампліна | К90                  |
| Бронза | Райнгард Шварценбергер Мартін Гелльварт Стефан Горнґахер Андреас Відгельцль | стрибки з трампліна | командні, К120       |
| Бронза | Брігітте Кек                                                                | сноубординг         | гігантський слалом   |